# Longueil, Seine-Maritime

Longueil este o comună în departamentul Seine-Maritime, Franța. În 1 ianuarie 2022 avea o populație de 508 de locuitori.